# Impressionistisk film
Den impressionistiske film er en bevægelse i filmhistorien, som blev dannet i begyndelsen af 1920'erne i Frankrig som en fornyelse af den kommercielle filmindustri. Denne bevægelse, "den franske impressionisme" i modsætning til den tyske ekspressionisme, samlede sig om kritikeren og instruktøren Louis Delluc og filmskabere som Germaine Dulac, Marcel L'Herbier, Abel Gance, Jean Epstein og René Clair. Deres ide var at film skulle være en radikalt ny kunst, som vendte sig helt bort fra teater og litteratur og reagerede mod den udbredte brug af manuskripter, der var baseret på bøger. I stedet ønskede man manuskripter, der var skrevet til filmmediet.
For filmskabere i den impressionistiske skole var det visuelle sprog det vigtigste. Som regel meget vigtigere end emnet. De 
udforskede de visuelle muligheder ved filmen ved bevægelse, rytme, symbolisme og spillet mellem lys og skygge. 
Deres film havde en tendens til at blive visuelle symfonier. 

## Filmskaberne
De mest repræsentative film:
- El Dorado af l'Herbier
- La Fête espagnole af Germaine Dulac
- La Roue af Abel Gance
- La Glace à trois faces af Jean Epstein
- Paris qui dort af René Clair.

Ved slutningen af 1920'erne ophørte denne første filmavantgarde. Filmskaberne indgik et kompromis, da de erkendte, at for at sælge film, kan man blive nødt til at slække på sine kunstneriske idealer.

## Den anden avantgarde
Nu fulgte den anden avantgardebølge, der bygger på ideer fra dadaististerne og surrealisterne med navne som Fernand Léger, Man Ray, Luis Buñuel, og René Clair og Germaine Dulac. De fleste film i denne genre er kortfilm:
- Le Retour à la raison (Man Ray, 1923)
- Entr'acte (René Clair, 1924)
- Le Ballet mécanique (Fernand Léger og Dudley Murphy)
- Cinq Minutes de cinéma pur (Henri Chomette, 1925)
- Emak Bakia (Man Ray, 1926)
- Anemic Cinema (Marcel Duchamp, 1926)
- La Coquille et le Clergyman (Germaine Dulac, 1927)
- Un chien andalou (Luis Buñuel og Salvador Dalí, 1928)

Sammen med de samtidige tyske abstrakte film som 
- Opus 1 (Walter Ruttmann, 1921)
- Rythme 21 (Hans Richter, 1923)
- Symphonie diagonale (Viking Eggeling, 1924)

skabte de fundamentet for fremtidens eksperimentalfilm.